# Стена Дебоскета
Подпорная стена Д. де Боскета (известная также как стена или стена Дебоскета) — массивная противооползневая подпорная стена, построенная для укрепления склона юго-восточной территории Ближних пещер Киево-Печерской лавры в середине XVIII в. Является выдающимся образцом инженерного и архитектурного искусства. Названа в честь военного инженера Даниила де Боскета, который руководил работами по возведению стены, а также внёс значительный вклад в строительство фортификационно-оборонительных сооружений Киева.
Архитектурный ансамбль со стеной составляют ограждение и две ротонды в стиле классицизма, построенные по проекту архитектора А. Яновского:
- одна — на северо-восточной стороне стены, построена в 1786 году для размещения ризницы Ближних пещер;
- другая — с западной стороны стены, возведённая в конце XVIII в., служит входом в галерею от Ближних к Дальним пещерам.